# Magnus von Horn
Magnus von Horn est un réalisateur et scénariste suédois, né le 21 décembre 1983 à Göteborg (Suède).

## Biographie[1]
Magnus von Horn a passé son enfance en Suède. Il a étudié à L’École nationale supérieure Leon Schiller de cinéma, télévision et théâtre de Łódź. Il habite avec sa femme et sa fille à Varsovie.

## Filmographie

### Réalisateur
- 2007 : Radek - court-métrage documentaire
- 2007 : Mleczaki - court-métrage
- 2008 : Echo - court-métrage
- 2011 : Utan snö (Without Snow) - court-métrage
- 2015 : Le Lendemain (Efterskalv)
- 2020 : Sweat
- 2024 : La Jeune Femme à l'aiguille

### Scénariste
- 2014 : Obietnica de Anna Kazejak

### Acteur
- 2013 : Kebab i horoskop, de Grzegorz Jaroszuk : Priest

## Distinctions
- Meilleur film, prix du jury au Leuven International Short Film Festival de 2011 pour Utan snö
- Cheval d'argent pour la Meilleure fiction en 2011 au Festival du film de Cracovie pour Utan snö.
- Cheval d'argent pour la Meilleure fiction en 2009 au Festival du film de Cracovie pour Echo.
- Grand prix du Conseil général de l’Essonne du Court Métrage en 2010 au Festival du cinéma européen en Essonne - Cinessonne [www.cinessonne.com ] pour Echo
- Prix Maciej Szumowski pour Radek au Festival du film de Cracovie en 2007.
- Guldbagge Award du meilleur réalisateur pour Le Lendemain.
- Paszport Polityki en 2015, dans la catégorie Film.